# Герберт, Джордж, 5-й граф Карнарвон
Джордж Эдвард Стэнхоуп Молино Герберт, 5-й граф Карнарвон (англ. George Edward Stanhope Molyneux Herbert, 5th Earl of Carnarvon; 26 июня 1866, Хайклер, графство Беркшир — 5 апреля 1923, Каир) — английский пэр, египтолог и собиратель древностей. С 1866 по 1890 год носил титул учтивости — лорд Порчестер (Lord Porchester).

## Биография
Родился 26 июня 1866 года по адресу Гросвенор-стрит, 66, Мейфэр, Лондон. Единственный сын Генри Говарда Герберта (1831—1890), 4-го графа Карнарвона, и леди Эвелин Стэнхоуп (1834—1875).
Получил образование в Итоне и Тринити-колледже Кембриджского университета, увлекался охотой, скачками, коллекционировал редкости. Когда британский египтолог Эрнест Бадж предложил ему заняться изучением египтологии, Карнарвон познакомился с Говардом Картером.
26 июня 1895 года в церкви Святой Маргариты Карнарвон женился на Альмине Виктории Марии Александре Уомбуэлл (14 апреля 1876 — 28 мая 1969), дочери Мари Бойер (жены Фредерика Чарльза Уомбуэлла), но её настоящий отец, как полагали, Альфред Ротшильд (1842—1918) из клана Ротшильдов, который сделал леди Карнарвон своей наследницей. Их дети:
- Генри Джордж Альфред Мариус Виктор Фрэнсис Герберт (7 ноября 1898 — 22 сентября 1987)
- Эвелин Леонора Альмина Герберт (15 августа 1901 — 31 января 1980), в 1923 году вышедшая замуж за сэра Брогрейва Кэмпбелла Бичема, 2-го баронета[1].

## Египтология
В 1906 году Джордж Карнарвон и археолог Говард Картер приступили к раскопкам в Египте вблизи Фив и Дейр-эль-Бахри. В результате многолетних исследований учёные обнаружили гробницы фараонов XII и XVIII династий, описанные ими в совместном труде «Пять лет исследований в Фивах» (Five Years' Exploration at Thebes, 1912).
Первая мировая война прервала исследования, но вскоре после её окончания раскопки были возобновлены и в ноябре 1922 год Карнарвон и Картер открыли гробницу Тутанхамона, фараона периода Амарны XIV в. до н. э. Погребальная камера была вскрыта в феврале 1923 года, а в январе 1924-го был найден саркофаг.
5 апреля 1923 года Джордж Карнарвон скончался от воспаления лёгких в Каире. Обстоятельства кончины лорда Карнарвона послужили запуску в медиапространство легенды о проклятии фараонов.